# Касиус, Денсо
Денсо Касиус (нидерл. Denso Kasius; род. 6 октября 2002, Делфт, Южная Голландия) — нидерландский футболист, правый защитник клуба АЗ.

## Карьера

### Молодёжная карьера
Воспитанник футбольной академии «Утрехта». Также занимался футболом в ДГК, «Спарте», а также в клубах «Фейеноорд» и «АДО Ден Хааг». За «Йонг Утрехт», вторую команду клуба, дебютировал 20 января 2020 года против «Рода». За команду сыграл всего лишь 7 матчей.

### «Волендам»
В январе 2021 года отправился в аренду в «Волендам». Дебютировал за клуб 5 февраля 2021 года против «Эксельсиора». Первый гол за клуб забил 9 апреля 2021 года против клуба «Хелмонд Спорт». Стал игроком основной команды. По окончании аренды покинул клуб.

### «Болонья»
В январе 2022 года перешёл в итальянский клуб «Болонья». Дебютировал за клуб 6 февраля 2022 года в матче Серии А против «Эмполи», заменив на 69 минуте матча Лоренцо Де Сильвестри. В своём дебютном сезоне в Серии А являлся игроком замены, выйдя на поле 7 раз. Занял вместе с клубом 13 место в турнирной таблице.
Новый сезон в итальянской Серии А начал 14 августа 2022 года с поражения против «Лацио». В следующем матче 21 августа 2022 года против «Эллас Вероны» отличился своей первой результативной передачей, попав затем в сборную тура.

#### Аренда в «Радип» Вена
В январе 2023 года на правах арендного соглашения до конца сезона отправился в австрийский «Рапид». Дебютировал за клуб 3 февраля 2023 года в матче Кубка Австрии против «Вольфсберга», выйдя на замену на 80 минуте. Дебютный матч в австрийской Бундеслиге сыграл 10 февраля 2023 года против «Штурма», появившись на поле в стартовом составе и отыграв все 90 минут. Стал серебряным призёром Кубка Австрии, где в финале 30 апреля 2023 года австрийский клуб уступил клубу «Штурм». Также по итогу сезона занял четвёртое итоговое место в чемпионате, благодаря чему помог клубу попасть в еврокубковую зону, где тот в свою очередь отправился в третий квалификационный рануд Лиги конференций УЕФА. По окончании срока арендного соглашения покинул клуб.

### АЗ
В июле 2023 года футболист перешёл в нидерландский клуб АЗ, с которым заключил контракт до 2027 года. Сумма трансфера составила порядка 3 миллионов евро. В августе 2023 года футболист вместе с клубом отправился на квалификационные матчи Лиги конференций УЕФА.

## Международная карьера
В 2018 году вызывался в юношескую сборную Нидерландов до 16 лет.